# Vierge enceinte

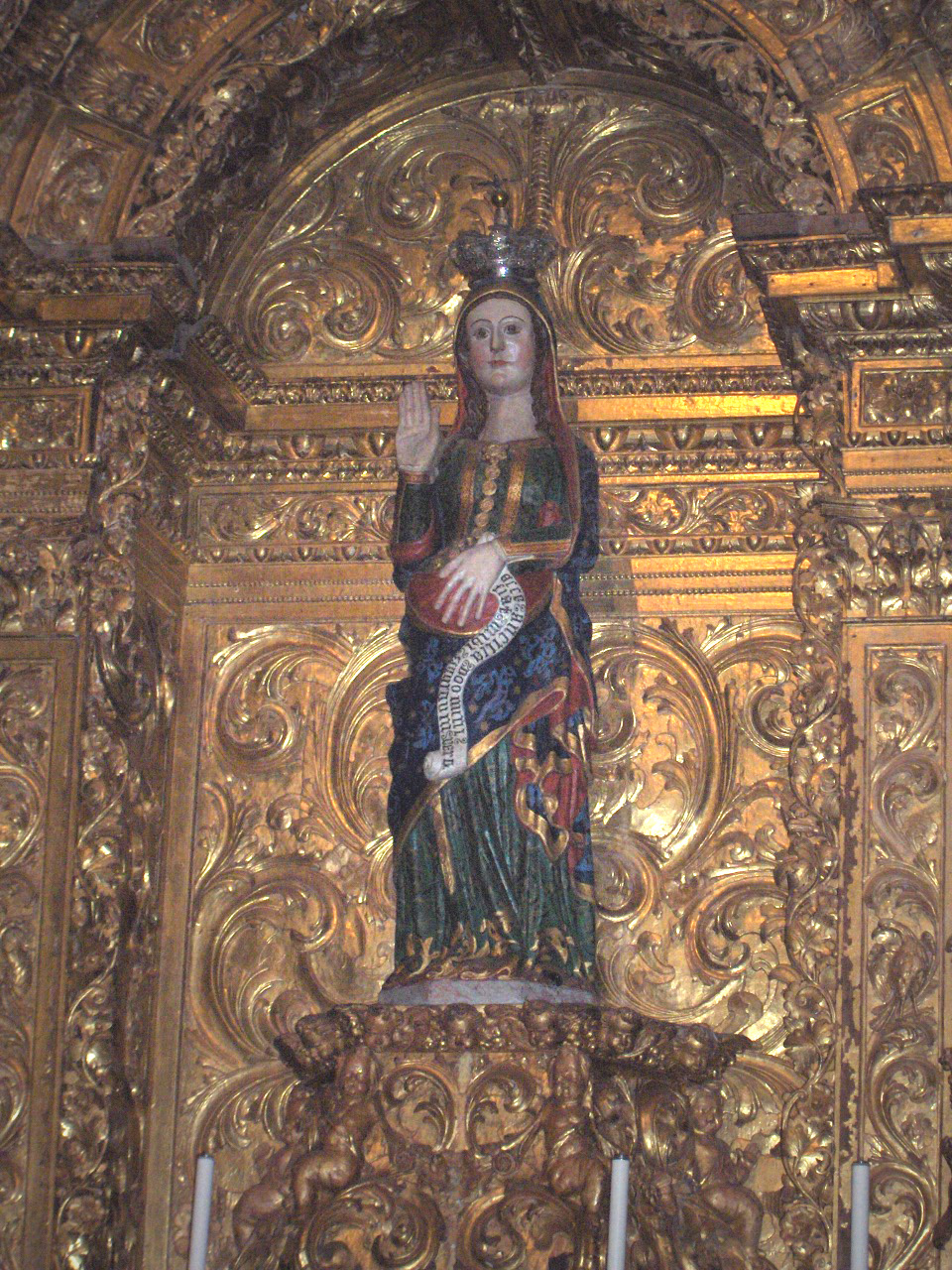
Statue de la Vierge enceinte à la cathédrale d'Évora (Portugal).

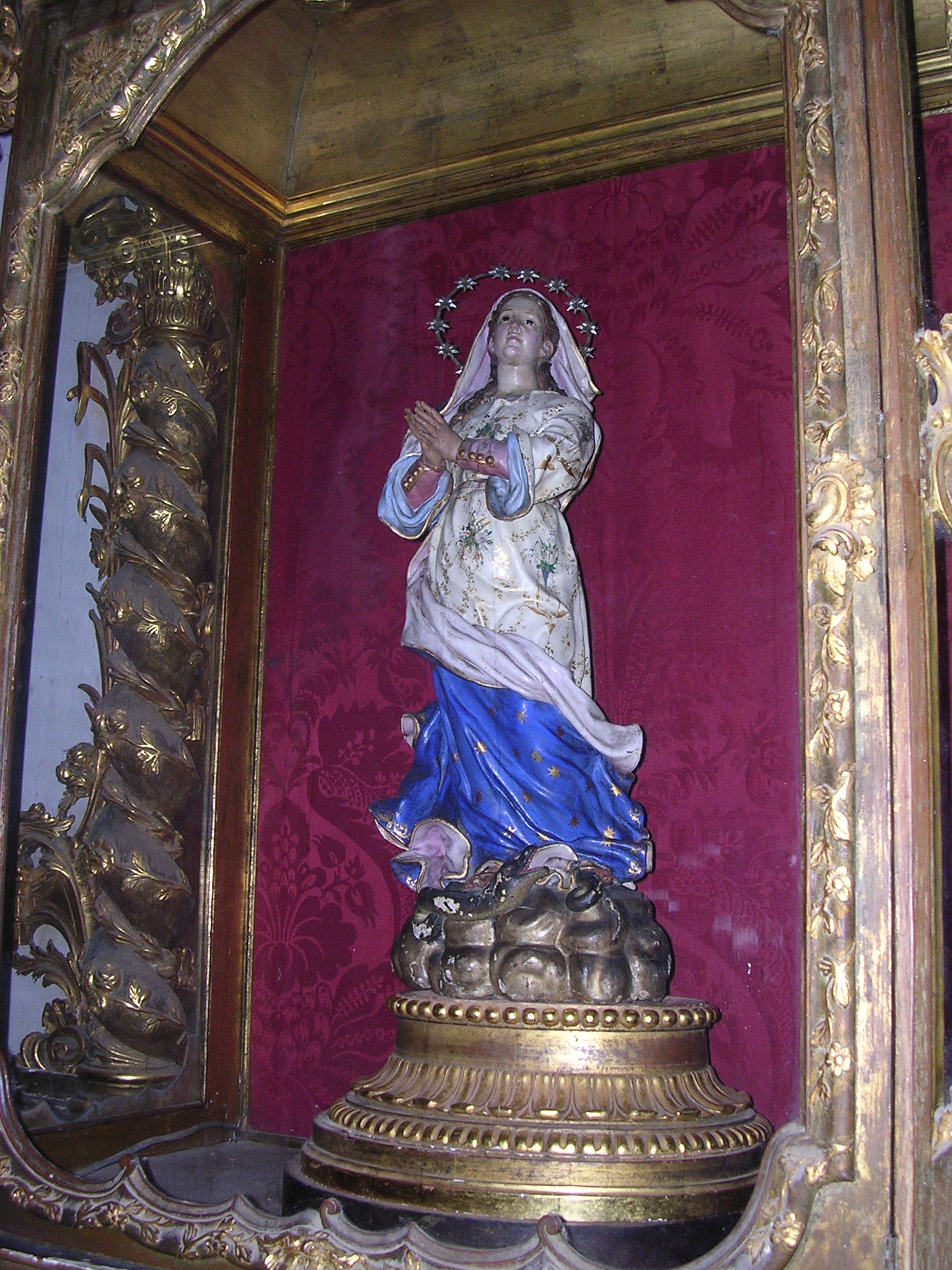
Statue de la Vierge enceinte à l'église San Juan Bautista, à Remedios (Cuba).

La Vierge enceinte ou Vierge parturiente (en latin : Virgo paritura) est une figure de l'iconographie chrétienne représentant la Vierge Marie en état de grossesse de Jésus, en particulier dans les confessions catholique et orthodoxe.

## Différentes expressions
La Vierge enceinte est désignée aussi sous les expressions de Marie enceinte, Vierge à l'enfantement, Vierge de l'Avent, Notre-Dame de l'Avent, Vierge de l'attente, Vierge de l'Espérance ou Notre-Dame la Blanche.
En latin, elle est nommée Maria grávida ou Expectatio Beata Maria Virginis, en allemand : Maria in der Hoffnung , von der guten Hoffnung, Maria Erwartung et en anglais : Lady of Expectation. En italien, elle devient Madonna del Parto, Vergine partoriente, en espagnol : Notra Señora de la Expectatión, Virgen de la Esperanza, Virgen de la O, et en portugais : Senhora do O.

## Histoire
Cette représentation de Marie en état de grossesse existe dès le XIIIe siècle. En 1563, le concile de Trente interdit ce qui, dans les représentations de la Vierge, est « faux » doctrinalement, « indécent » ou « inhabituel ». « Le saint concile défend que l'on place dans une église aucune image qui rappelle un dogme erroné et qui puisse égarer les simples. Il veut qu'on évite toute impureté, qu'on ne donne pas aux images des attraits provocants ». Les représentations de la Vierge enceinte ou de la Vierge parturiente en font les frais.

## Statues
- En Algérie, abbaye Notre-Dame de l'Atlas, sur le rocher Abd el-Kader, statue provenant de Staouëli ;
- En Allemagne :
  - à Munich (Bavière), musée national bavarois, statue du XVIe siècle[3],
  - à Panschwitz-Kuckau (Saxe), abbaye cistercienne St. Marienstern, statue du XVe siècle sculptée dans du bois de tilleul[3],
  - à Schwalmstadt (Hesse), quartier Trutzhain, église de pèlerinage Maria Hilf,
  - à Wurtzbourg (Bavière), église du lieu[4] ;
- En Argentine, à Salta, église du lieu[5] ;
- Au Brésil, à Rio de Janeiro, statue du XVIe siècle ;
- À Cuba, à Remedios, église San Juan Bautista[6],[7] ;
- En Espagne :
  - à Barcelone (Catalogne), musée de Catalogne, statue de Rodrigo de Osona[3],
  - à Gérone (Catalogne), musée provincial[3],
  - à Guïn Puente Linares, près de Saint-Jacques-de-Compostelle (Galice)[3],
  - à La Corogne (Galice), église Santiago[8],
  - à León, cathédrale Santa María[3],
  - à Medina del Campo (Valladolid), église San Iago[3],
  - à Pontevedra, église Saint-Barthélemy,
  - à Saint-Jacques-de-Compostelle (Galice), église Sainta-María-Salomé [9],
  - à Saint-Jacques-de-Compostelle, musée de la cathédrale[10],
  - à Toro, région de Castille-et-León, musée de l'église San Salvador ; Statue au musée de l'église San Salvador à Toro.

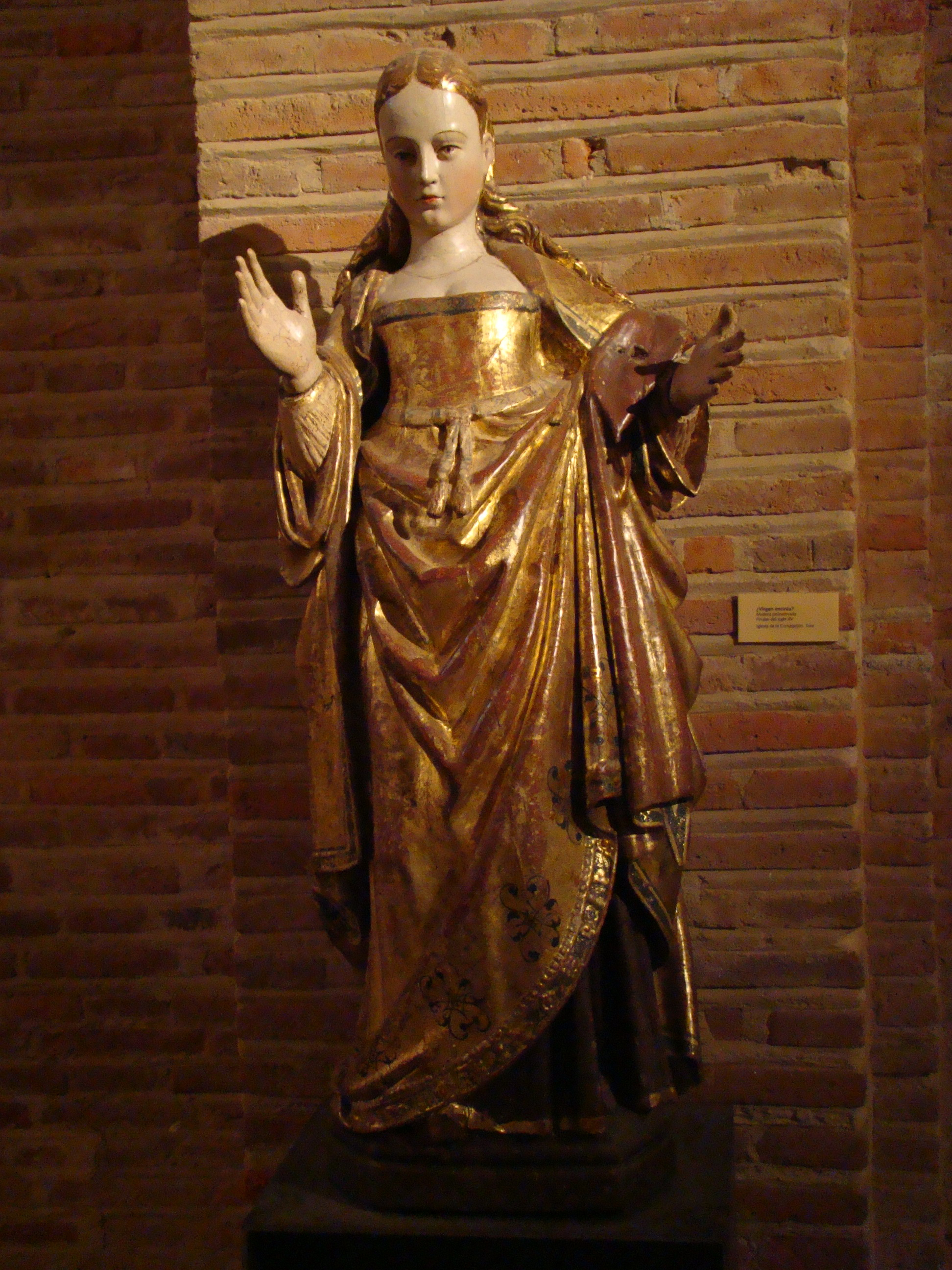
Statue au musée de l'église San Salvador à Toro.

- Aux États-Unis, à Somers Point, église du lieu[11] ;
- En France :
  - à Aix-en-Provence (Provence), chapelle du prieuré Sainte-Victoire[7],
  - à Aigues-Mortes (Gard), église N.-D. des Sablons,
  - à Amiens (Somme), statue du XVIe siècle[3],
  - à Arcachon (Gironde), église Notre-Dame des Passes, quartier du Moulleau[12],[3],
  - à Avignon (Vaucluse), rue Esperandieu face au palais du Roure, Vierge noire enceinte mise en niche en 1994 par Francis Blot (sculpteur)[13],
  - à Belpech (Aude), église Saint Saturnin dans la chapelle du Saint-Sépulcre, statue du XVIe siècle[3],
  - à Brioude (Haute-Loire), basilique Saint-Julien, statue couchée du XVe – XVIe siècle[12],[3],
  - à Chazey-sur-Ain (Ain), hameau de Rignieu-le Désert, dans une niche sur une maison rue de l'église paroissiale,
  - à Chissey-sur-Loue (Jura), église Saint Christophe, statue du XVIe siècle[14],[3],
  - à Cornillon-Confoux (Provence), église paroissiale[15],
  - à Cucugnan (Aude), chapelle sud de l'église Saint-Julien et Sainte-Basilisse, statue du XVIIe – XVIIIe siècle[note 1],
  - à Eyguières (Provence), église Notre-Dame-de-Grâce[16],[17],
  - à L'Escarène (Alpes-Maritimes), Vierge assise,
  - à Fouillouse (Alpes-de-Haute-Provence),
  - à La Geneytouse (Haute-Vienne), ancienne abbaye des Allois, statue du XVIIIe siècle[7],[18],
  - à Laroque-des-Albères (Pyrénées-Orientales), statue du XVIe siècle[12],
  - à Le Val (Provence), musée d'art sacré situé dans la chapelle des Pénitents[7],
  - à Oulchy-le-Château (Aisne), église Notre-Dame, statue du XVe – XVIe siècle[3],
  - à Perpignan (Pyrénées-Orientales), église Saint Jacques, statue du XVe siècle[3],
  - à Plomeur (Finistère), église paroissiale, statue du XVIe siècle[12],[3],
  - à Prades (Pyrénées-Orientales), chapelle de l’hôpital, statue du XVIIe siècle[12],
  - à Reims (Marne), cathédrale de Reims[19],
  - à Saint-Front-de-Pradoux (Dordogne), statue du XVIe siècle, un ange épanoui montre avec son index le siège de la conception[3],
  - à Saint-Julien (Var),
  - à Sigale (Alpes-Maritimes), chapelle Notre-Dame d'Entre-Vignes, statue de Marie les deux mains croisées sur le ventre[3],
  - à Six-Fours-les-Plages (Var), église Saint-Pierre ;
  - à Usson-en-Forez, (Loire), vierge d'accouchement collectée par Alex Folléas, conservée à l'Ecomusée du Forez ;
  - à Solliespont (Var), église Saint-Louis
  - à Vernon (Ardèche), église Saint-Michel
- Au Guatemala, à San Andrés Xecul, église San Andrés Xecul[20] ;
- En Italie, à Reggio d'Émilie, musée Parmeggiani, statue du XVe siècle[21] ;
- Au Pérou, à Cuzco, église-monastère Santa Dominguo (site du Qoricancha)[22] ;
- Aux Philippines, à Pangil, province de Laguna, église du lieu[23],[24] ;
- Au Portugal :
  - à Évora (Alentejo), cathédrale[5],
  - à Montemor-o-Velho, au sud de Porto, chapelle du château[7] ,
  - à Lamego, Museu de Lamego;
- Au Québec, Canada, statues sculptées par Jacques Bourgault :
  - à Matane (Bas-Saint-Laurent), église Bon-Pasteur[7],
  - à Saint-Jean-Port-Joli ( Chaudière-Appalaches), église paroissiale, statue de 1994[7].

## Peintures

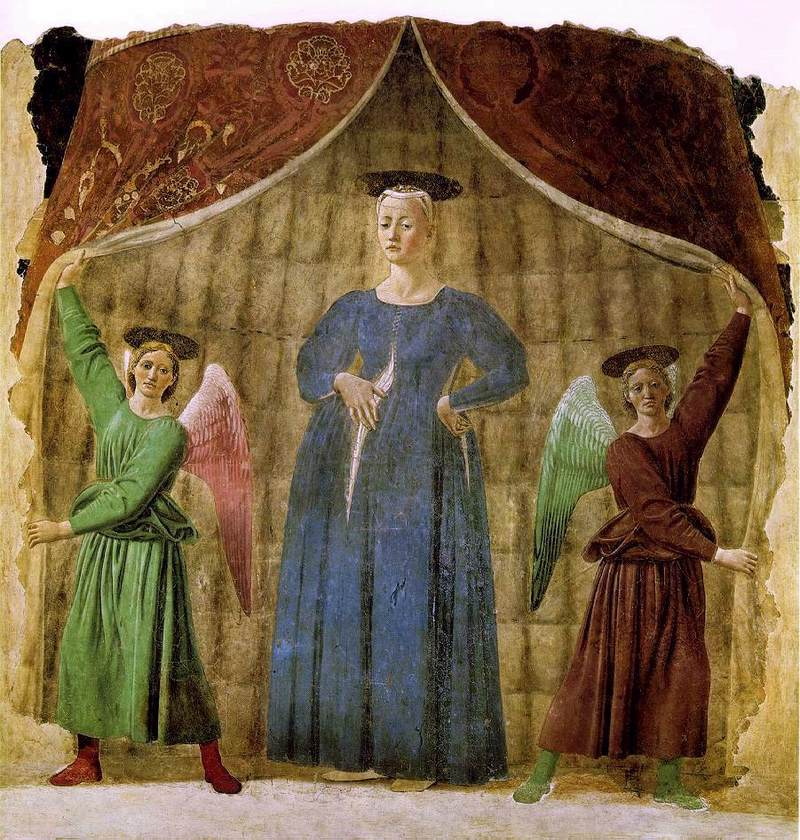
Madonna del Parto de Piero della Francesca, Monterchi (Italie).
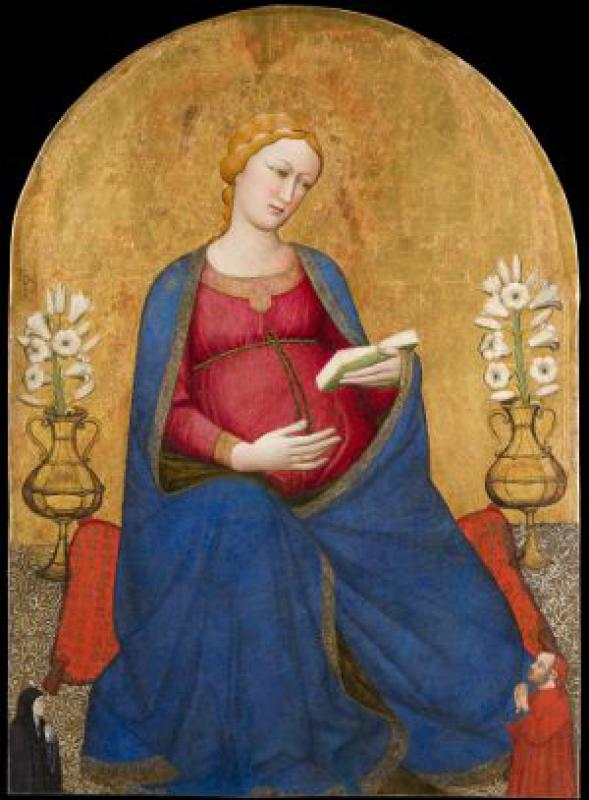
Madonna del Parto, d'Antonio Veneziano.
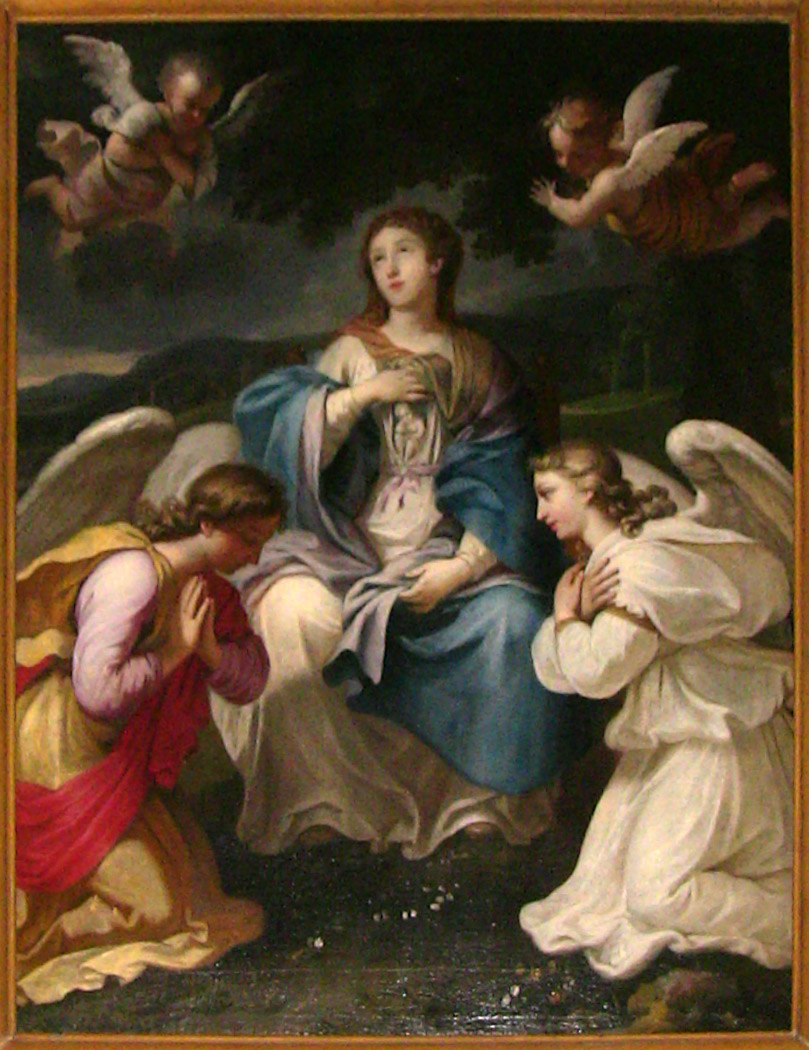
La Vierge enceinte, de Daniel Hallé, église paroissiale Saint-Pierre, Saint-Pierre-lès-Nemours.
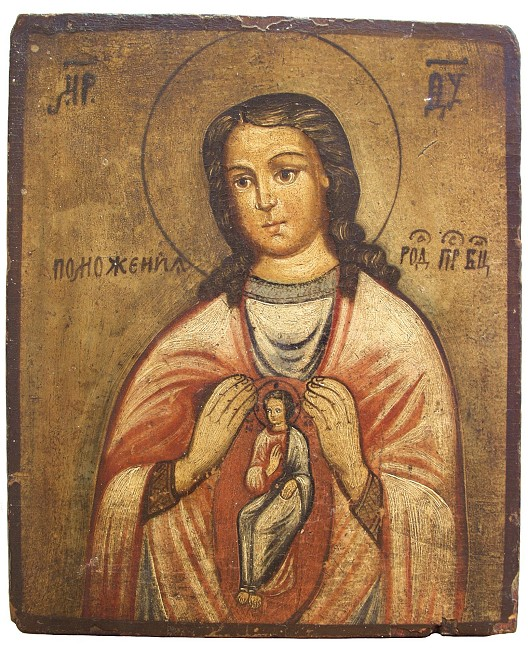
Théotokos enceinte, icône russe du XIXe siècle.
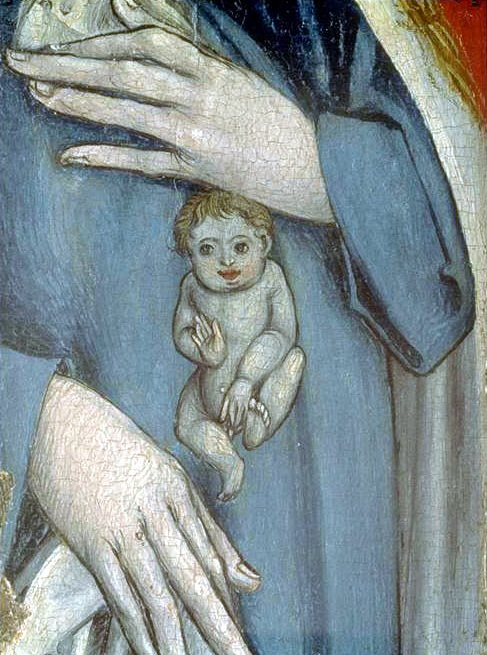
Détail de la Vierge de Cham (Suisse).
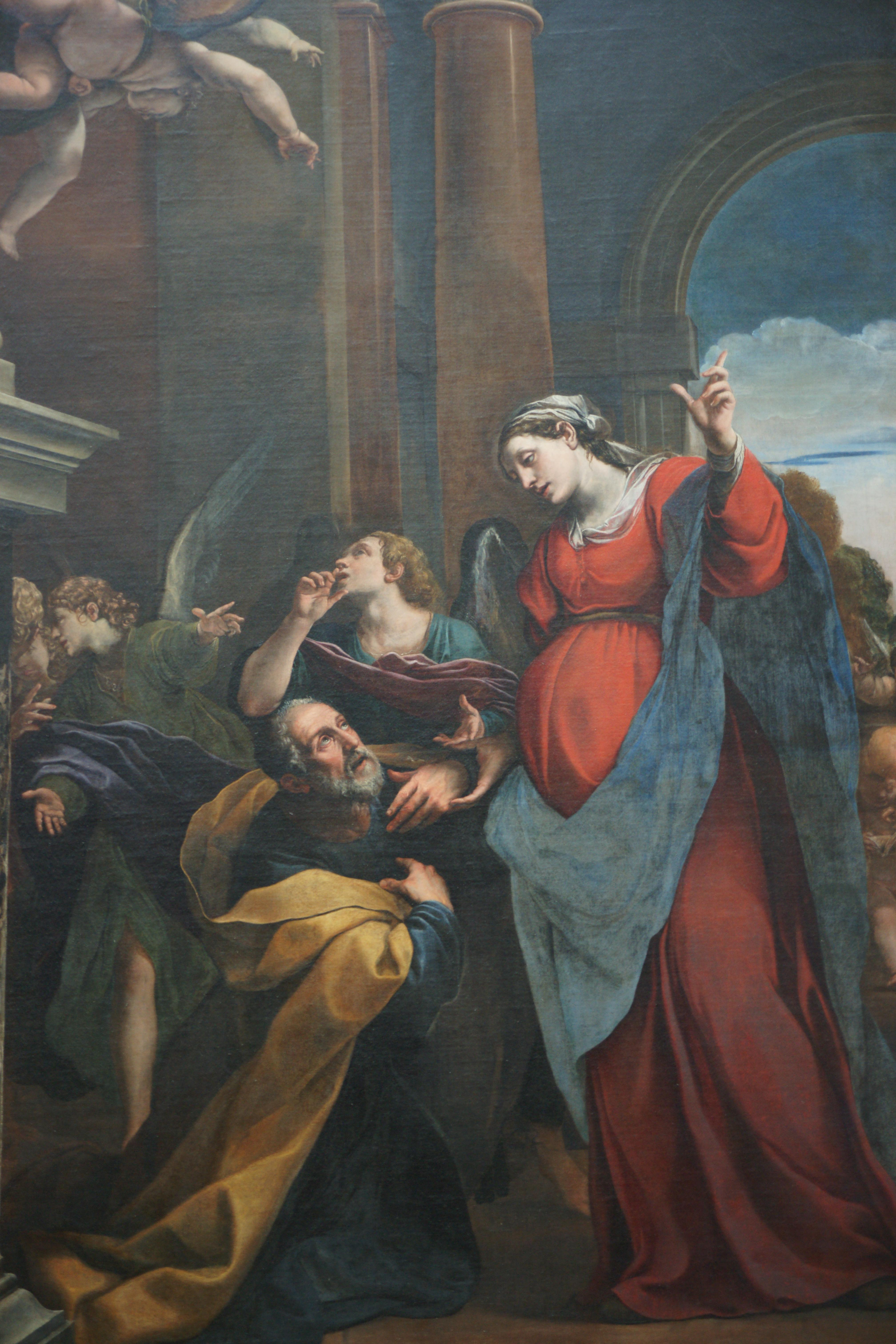
Le Repentir de saint Joseph, d'Alessandro Tiarini, musée du Louvre.

- En Allemagne, à Bogen (Bavière), église Notre-Dame de l'Assomption, XIIIe siècle ;
- En Autriche : 
  - à Bregenz (Vorarlberg), chapelle Saint-Martin,
  - à Ohlsdorf (Haute-Autriche), église paroissiale saint Martin,
  - à Salzbourg, musée Dommuseum,
  - à Sankt Pölten (Basse-Autriche), musée diocésain, peinture à l'huile du XVIIIe siècle reproduisant une statue du XVe siècle[25],[note 2],
  - à Wernberg (Carinthie), église du monastère « Zum kostbaren Blut », fresque de plafond,
  - à Würmla (Basse-Autriche), église paroissiale Saint-Ulrich ;
- En Égypte, Sinaï, monastère de Sainte-Catherine, icône du XIIIe siècle[3] ;
- En France :
  - au Louvre (Paris), peinture d'Alessandro Tiarini,
  - à Saint-Paul-sur-Ubaye (Alpes-de-Haute-Provence), hameau de Fouillouse, église Saint-Jean-Baptiste,
  - à Saint-Pierre-lès-Nemours, église paroissiale ;
- En Géorgie, à Shida Kartli, fresque au monastère de la Dormition Dirbi[3] ;
- En Italie :
  - à Monterchi (Toscane), Madonna del Parto de Piero della Francesca en 1468,
  - à Naples (Campanie), église Santa Maria di Donna Regina, fresque du XVIe siècle[3],
  - à Ozzano Monferrato (Piémont),
  - à Rome, musée du Vatican[26] ;
- au Mexique, à Mexico ;
- En République tchèque, à Olomouc (Moravie), église Saint Michaels[27] ;
- En Suisse, à Cham (Zoug), autour de 1505.

## Vitraux
En France :
- à Chartres (Eure-et-Loir), cathédrale, nef côté nord, XIIIe siècle ;
- à Jouy-lès-Reims (Marne), XVIe siècle ;
- à Juillac (Gironde), sacristie de l'église, XXIe siècle ;
- à Troyes (Aube).

## Émaux, manuscrits, mosaïques
- Émail de Limoges de Couly Noylier, musée de Cluny, Paris (France), XVIe siècle ;
- Manuscrit orné d'une Visitation : Jésus dans le sein de Marie, bénit un petit Jean-Baptiste agenouillé, musée Lázaro Galdiano, Madrid (Espagne), XVe siècle ;
- Manuscrit Wonnenthaler Gradúale, peint par Agnès Blannbekin (même scène que celle du manuscrit de Madrid), Karlsruhe (Allemagne) ;
- Mosaïques sur la vie de la Vierge, église Saint-Sauveur-in-Chora, Istanbul (Turquie), XIVe siècle[3].

## Exposition permanente
« Les Vierges enceintes en France » à l’église de Cucugnan. Cette exposition est justifiée par la présence dans l’église de Cucugnan d’une statue de la Vierge enceinte. Elle présente les Vierges répertoriées en France en mêlant textes et photographies. L’entrée est libre.